# Nepomuk (district de Plzeň-Sud)
Pour les articles homonymes, voir Nepomuk (homonymie).
Nepomuk (en allemand : Pomuk) est une ville du district de Plzeň-Sud, dans la région de Plzeň, en République tchèque. Sa population s'élevait à 3 550 habitants en 2022.

## Géographie
Nepomuk se trouve à 32 km au sud-sud-est de Plzeň et à 90 km au sud-ouest de Prague.
La commune est limitée par Prádlo et Klášter au nord, par Vrčeň, Tojice et Třebčice à l'est, par Mileč, Kozlovice et Neurazy au sud, et par Žinkovy à l'ouest.

## Histoire
L'origine de Nepomuk remonte à la fondation d'une abbaye cistercienne en 1144.

## Transports
Par la route, Nepomuk se trouve à 24 km de Blatná, à 37 km de Plzeň et à 110 km de Prague.

## Personnalité
Nepomuk est le lieu de naissance de saint Jean Népomucène, prêtre catholique et martyr (1340-1393).